# Kepler-33
Désignations
Kepler-33, également désignée KOI-707, est une étoile de la constellation boréale du Cygne. Sa magnitude apparente est de 14,15 et elle est donc bien trop peu brillante pour être visible à l'œil nu. D'après la mesure de sa parallaxe annuelle par le satellite Gaia, l'étoile est située à environ ∼ 4 000 a.l. (∼ 1 230 pc) de la Terre. Elle s'en éloigne à une vitesse radiale héliocentrique de +14,5 km/s. Elle possède un système composé de cinq exoplanètes qui transitent devant elle.

## Propriétés
Kepler-33 est une étoile de type spectral G2. Âgée autour de 4,2 milliards d'années, elle arrive à la fin de sa vie sur la séquence principale et commence à évoluer hors de la séquence principale. Elle est 1,26 fois plus massive que le Soleil et son rayon est 1,66 fois plus grand que le rayon solaire. Elle est 3,1 fois plus lumineuse que le Soleil et sa température de surface est de 5 947 K.

## Système planétaire
Les premières détections par le télescope spatial Kepler de transits en provenance de Kepler-33 sont signalées en février 2011. Quatre exoplanètes candidates sont alors recensées. En 2012, la présence des planètes en orbite autour de l'étoile est confirmée et inclut une cinquième planète. Cependant, contrairement à d'autres planètes découvertes par Kepler puis confirmées, leurs masses n'étaient alors pas connues car les mesures du système par la méthode des vitesses radiales n'avaient pas encore été réalisées. Vu leurs rayons, Kepler-33 b pourrait être une grande super-Terre ou un petit Neptune chaud alors que les quatre autres planètes sont plus probablement de type Neptune chaud. En 2022, les masses de Kepler-33 e et f sont mesurées, et des masses maximales sont données pour Kepler-33 c et d. Ces mesures de masses permettent de confirmer que Kepler-33 d, e et f sont des planètes gazeuses, de faibles densités.
À l'exception de Kepler-33 b, la plus proche de l'étoile, les planètes semblent être organisées selon une configuration très compacte et présentent plusieurs résonances orbitales de premier et de second ordre. Ainsi, Kepler-33 c et d sont proches de la résonance de second ordre 5:3. Kepler-33 d et e sont quant à elle proche d'une résonance 3:2, tandis que Kepler-33 e et f sont proches de la résonance 9:7. Cette configuration place également Kepler-33 d et f relativement proche de la résonance orbitale 2:1.
Dans sa configuration actuelle, le système planétaire est très sensible aux perturbations. En partant du principe qu'il est stable, il ne peut pas exister de planète géante supplémentaire jusqu'à une distance de 30 ua de l'étoile.
| Planète | Masse           | Demi-grand axe (ua)      | Période orbitale (jours)     | Excentricité | Inclinaison    | Rayon              |
| ------- | --------------- | ------------------------ | ---------------------------- | ------------ | -------------- | ------------------ |
| b       | —               | 0,067 3+0,000 4 −0,001 2 | 5,668 16 ± 0,000 05          | < 0,2        | > 87,0°        | 1,54+0,06 −0,05 R🜨 |
| c       | < 19 M🜨         | 0,118 1+0,000 8 −0,002 0 | 13,175 52 ± 0,000 05         | < 0,05       | > 88,6°        | 2,73 ± 0,06 R🜨     |
| d       | < 8,2 M🜨        | 0,165+0,001 −0,003       | 21,775 74+0,000 06 −0,000 04 | < 0,03       | > 89,02°       | 4,67 ± 0,09 R🜨     |
| e       | 6,6+1,1 −1,0 M🜨 | 0,212+0,001 −0,004       | 31,785 2 ± 0,000 2           | < 0,02       | 89,4 ± 0,1°    | 3,54+0,09 −0,07 R🜨 |
| f       | 8,2+1,6 −1,2 M🜨 | 0,252+0,002 −0,004       | 41,027 4 ± 0,000 2           | < 0,02       | 89,7+0,2 −0,1° | 3,96+0,09 −0,07 R🜨 |